# Александровка (Симферопольский район)
Алекса́ндровка (укр. Олександрівка, крымскотат. Aleksandrovka, Александровка) — село (до 2009 года — посёлок) в Симферопольском районе Республики Крым, входит в состав Николаевского сельского поселения (согласно административно-территориальному делению Украины — Николаевского поселкового совета Автономной Республики Крым).

## Современное состояние
В Александровке 1 улица — Гагарина, площадь, занимаемая селом, 12,3 гектара, население, по данным сельсовета на 2009 год, 69 человек

## Население
| 2001 | 2014 |
| ---- | ---- |
| 73   | ↘52  |

Всеукраинская перепись 2001 года показала следующее распределение по носителям языка
| Язык             | Процент |
| ---------------- | ------- |
| русский          | 50,68   |
| крымскотатарский | 36,99   |
| украинский       | 12,33   |

## География
Село Александровка расположено на западе района, на южной окраине степной зоны Крыма, к северу от низовьев реки Западный Булганак, в балке ручья Тереклав. Расстояние до Симферополя — около 36 километров, 7 км севернее шоссе Т-0106 Симферополь — Николаевка. Ближайшая железнодорожная станция Саки — примерно в 23 километрах. Соседние сёла: Ключевое — 0,7 км ниже по балке, Винницкое в 1,5 км южнее и Петровка — 2 километра на северо-восток. Высота центра села над уровнем моря 82 метра.

## История
Впервые в исторических документах селение Ново-Александровка встречается в Списке населённых пунктов Крымской АССР по Всесоюзной переписи 17 декабря 1926 года, согласно которому в селе Ново-Александровка, Булганакского сельсовета Симферопольского района, числилось 14 дворов, все крестьянские, население составляло 74 человека, из них 62 русских, 10 украинцев и 2 белоруса. Постановлением президиума КрымЦИК от 26 января 1935 года «Об образовании новой административной территориальной сети Крымской АССР» был создан Сакский район в который включили село. Время переименования в просто Александровку пока не выяснено, на километровой карте Генштаба Красной армии 1941 года село уже с новым названием
После освобождения Крыма, 12 августа 1944 года было принято постановление № ГОКО-6372с «О переселении колхозников в районы Крыма» и в сентябре 1944 года в район приехали первые новосёлы (214 семей) из Винницкой области, а в начале 1950-х годов последовала вторая волна переселенцев из различных областей Украины. С 25 июня 1946 года Александровка в составе Крымской области РСФСР, а 26 апреля 1954 года Крымская область была передана из состава РСФСР в состав УССР. Время включения в состав Николаевского сельсовета пока не установлено: на 15 июня 1960 года село уже числилось в его составе.
Указом Президиума Верховного Совета УССР «Об укрупнении сельских районов Крымской области», от 30 декабря 1962 года посёлок присоединили к Евпаторийскому району, а, 1 января 1965 года, указом Президиума ВС УССР «О внесении изменений в административное районирование УССР — по Крымской области», включили в состав Симферопольского. С 12 февраля 1991 года село в восстановленной Крымской АССР, 26 февраля 1992 года переименованной в Автономную Республику Крым.
Постановлением Верховной Рады Крыма от 18 марта 2009 года посёлку Александровка присвоен статус села. С 21 марта 2014 года в составе Крыма аннексирована Россией.